# Freccia del Brabante 2023
La Freccia del Brabante 2023, sessantatreesima edizione della corsa e valevole come diciottesima prova dell'UCI ProSeries 2023 categoria 1.Pro, si svolse il 12 aprile 2023 per un percorso di 205,1 km, con partenza da Lovanio e arrivo a Overijse, in Belgio. La vittoria fu appannaggio del francese Dorian Godon, il quale completò il percorso in 4h32'20", alla media di 45,187 km/h, precedendo l'irlandese Ben Healy e il connazionale Benoît Cosnefroy.
Sul traguardo di Overijse 61 ciclisti, dei 133 partiti da Lovanio, portarono a termine la competizione.

## Squadre e corridori partecipanti
| N.    | Cod. | Squadra                  |
| ----- | ---- | ------------------------ |
| 1-7   | IGD  | Ineos Grenadiers         |
| 11-17 | SOQ  | Soudal Quick-Step        |
| 21-27 | ADC  | Alpecin-Deceuninck       |
| 31-37 | ICW  | Intermarché-Circus-Wanty |
| 41-47 | LTD  | Lotto Dstny              |
| 51-57 | ACT  | AG2R Citroën Team        |
| 61-67 | TBV  | Bahrain Victorious       |
| 71-77 | COF  | Cofidis                  |
| 81-87 | EFE  | EF Education-EasyPost    |
| 91-97 | ARK  | Team Arkéa-Samsic        |

| N.      | Cod. | Squadra                     |
| ------- | ---- | --------------------------- |
| 101-107 | TFS  | Trek-Segafredo              |
| 111-117 | UAD  | UAE Team Emirates           |
| 121-127 | BWB  | Bingoal WB                  |
| 131-137 | TFB  | Team Flanders-Baloise       |
| 141-147 | BEB  | Bolton Equities Black Spoke |
| 151-157 | HPM  | Human Powered Health        |
| 161-167 | IPT  | Israel-Premier Tech         |
| 171-177 | Q36  | Q36.5 Pro Cycling Team      |
| 181-187 | TUD  | Tudor Pro Cycling Team      |
| 191-197 | UXT  | Uno-X Pro Cycling Team      |

## Ordine d'arrivo (Top 10)
| Pos. | Corridore        | Squadra | Tempo    |
| ---- | ---------------- | ------- | -------- |
| 1    | Dorian Godon     | AG2R    | 4h32'20" |
| 2    | Ben Healy        | EF      | a 1"     |
| 3    | Benoît Cosnefroy | AG2R    | a 21"    |
| 4    | Rémi Cavagna     | Soudal  | a 24"    |
| 5    | Axel Zingle      | Cofidis | a 25"    |
| 6    | Alexander Kamp   | Tudor   | s.t.     |
| 7    | Arnaud De Lie    | Lotto   | s.t.     |
| 8    | Andrea Bagioli   | Soudal  | s.t.     |
| 9    | Toms Skujiņš     | Trek    | s.t.     |
| 10   | Kim Heiduk       | Ineos   | s.t.     |